# کونیسپول
کونیسپول (به لاتین: Konispol) یک شهرداری در آلبانی است که در استان سارانده واقع شده‌است.